# 小笠原長勝
小笠原 長勝（おがさわら ながかつ）は、豊前国中津藩2代藩主。忠脩系小笠原家2代。長勝以降の小笠原時代の中津藩は、悪政による混乱が続くこととなる。

## 生涯
正保3年（1646年）9月25日、初代藩主・小笠原長次の次男として中津で生まれる。長兄の長章が病弱で廃嫡されたため世子となり、寛文6年（1666年）の父の死去により家督を継いだ。12月28日に従五位下・内匠頭に叙位・任官する。寛文8年（1668年）に肥前島原藩主・高力隆長の改易のとき、島原城受け取りを務めている。このときの功績で豊後高田領2万8000石を預かり地として与えられ、実質的に加増となった。
ところが延宝元年（1673年）、気鬱の病気にかかったと称して幸子村に大大名並の豪華な離亭を建設し、ここで養生すると称して引き籠もり、藩政を顧みなくなった。その上に贅沢を重ね、運上金や年貢を増税して民衆を苦しめた。さらに宇佐法鏡寺に対して関所を設置し、通行税を新たに取り立てるなど、悪政を重ねた。このため民衆は年貢を納めることを拒むようにまでなり、年貢収入が激減したとされる。これに対して長勝は、刑法を厳罰化することで対応した。延宝3年（1675年）には飢饉で200人の餓死者を出したが、救済を顧みなかった。
このような一連の悪政は幕府においても看過できないところとなり、長勝は幕閣より処罰された。しかしそれでも悪政を続け、趣味であった寺参りを続けたりしたという。なお、これに関連する著書として「清水寺詣の記」「羅漢寺紀行」などがある。
延宝9年（1681年）3月、信濃守に遷任する。天和2年（1682年）から病気に倒れ、甥で娘婿の長胤が政務を代行した。しかし回復せずに年末の12月2日に死去した。享年37。跡を長胤が継いだ。
長勝に始まる一連の悪政により、長胤の代に減封を招くことになった。

## 系譜
- 正室：なし
- 側室：某氏
  - 長女
  - 三女：賀留 - 黒田長清正室
  - 四女：満 - 小笠原長胤正室
- 側室：牧氏
  - 長男：長美
- 側室：春松院
  - 五女：伊予 - 黒田長清継室
- 生母不明の子女
  - 次女：千早
  - 次男：勝之助
  - 三男：大七郎
  - 六女：降
- 養子
  - 男子：小笠原長胤（1668-1709） - 小笠原長章の長男